# 10353 Момотаро
10353 Момотаро (10353 Momotaro) — астероїд головного поясу, відкритий 20 грудня 1992 року.
Тіссеранів параметр щодо Юпітера — 3,274.